# Yelland
Yelland é um pequeno vilarejo localizado no distrito de North Devon, em Devon, Inglaterra. Situa-se entre as localidades de Instow e Fremington. Cerca de 2.000 habitantes vivem em Yelland.